# Hawker Tomtit
Die Hawker Tomtit (engl. tomtit für Blaumeise) war ein zweisitziges Militärschulflugzeug, dessen Erstflug 1928 stattfand.

## Geschichte
Auf die Ausschreibung des britischen Luftfahrtministeriums für ein Anfängerschulflugzeug als Ersatz für die Avro 504 entwickelte Sidney Camm als Chefingenieur von Hawker Aircraft Ltd. die Hawker Tomtit. Der Erstflug erfolgte im November 1928, drei Monate später bestellte die Royal Air Force 25 Stück inklusive des Prototyps für die Ausrüstung der No. 3 Flying Training School in Grantham, der Central Flying School in Wittering und der No. 24 (Communications) Squ. 1930 in Dienst gegangen, wurde die Tomtit bereits 1932 durch die Avro Tutor, das neue Standardausbildungsflugzeug, ersetzt.
In verschiedenen Einheiten dienten die Flugzeuge noch weiterhin für unterschiedliche Aufgaben, wurden aber bis Ende 1935 auch dort ausgemustert. Das kanadische Verteidigungsministerium erhielt zwei, die Royal New Zealand Air Force bzw. ihr Vorgänger, die New Zealand Permanent Air Force, erhielt vier Flugzeuge. Heute existiert noch ein flugfähiges Exemplar.

## Konstruktion
Als konventioneller Doppeldecker saßen Lehrer und Flugschüler hintereinander in offenen Cockpits, die mit Blindfluginstrumenten ausgestattet waren. Die Struktur bestand aus stoffbespanntem Metall (Stahl und Duralumin). Zum Fahrwerk gehörte ein Hecksporn. Eine Bewaffnung war nicht vorgesehen.

## Technische Daten
| Kenngröße             | Daten                                                        |
| --------------------- | ------------------------------------------------------------ |
| Besatzung             | 2                                                            |
| Länge                 | 7,21 m                                                       |
| Spannweite            | 8,71 m                                                       |
| Höhe                  | 2,54 m                                                       |
| Tragflügelfläche      | 22,09 m²                                                     |
| Triebwerk             | ein Fünfzylinder-Sternmotor Armstrong Siddeley Mongoose IIIC |
| Leistung              | 112 kW (ca. 150 PS)                                          |
| Höchstgeschwindigkeit | 200 km/h auf Meereshöhe                                      |
| Dienstgipfelhöhe      | 5945 m                                                       |
| Leermasse             | 499 kg                                                       |
| maximale Startmasse   | 794 kg                                                       |